# Vegyes rövid program szinkronúszás a 2017-es úszó-világbajnokságon
A 2017-es úszó-világbajnokságon a szinkronúszás vegyes rövid programjának selejtezőjét július 15-én, döntőjét pedig július 17-én rendezték meg a Városligetben.

## Versenynaptár
| Dátum                     | Időpont | Forduló   |
| ------------------------- | ------- | --------- |
| 2017. július 15., szombat | 19:00   | Selejtező |
| 2017. július 17., hétfő   | 11:00   | Döntő     |

## Eredmény
Zölddel kiemelve a döntőbe jutottak
| Helyezés  | Versenyzők                             | Nemzetiség | Selejtező | Selejtező | Döntő   | Döntő    |
| Helyezés  | Versenyzők                             | Nemzetiség | Pont      | helyezés  | Pont    | Helyezés |
| --------- | -------------------------------------- | ---------- | --------- | --------- | ------- | -------- |
| Aranyérem | Manila Flamini Giorgio Minisini        | ITA        | 88.2492   | 2         | 90.2979 | 1        |
| Ezüstérem | Mihajela Kalancsa Alekszandr Malcev    | RUS        | 88.4847   | 1         | 90.2639 | 2        |
| Bronzérem | Bill May Kanako Spendlove              | USA        | 87.9086   | 3         | 87.6682 | 3        |
| 4         | Atsushi Abe Yumi Adachi                | JPN        | 84.8153   | 4         | 86.2679 | 4        |
| 5         | Berta Ferreras Pau Ribes               | ESP        | 83.4865   | 5         | 84.3336 | 5        |
| 6         | Rene Prevost Isabelle Rampling         | CAN        | 81.3330   | 6         | 82.3413 | 6        |
| 7         | Renan Souza Giovana Stephan            | BRA        | 77.1826   | 7         | 79.0853 | 7        |
| 8         | Amelie Ebert Niklas Stoepel            | GER        | 72.6988   | 8         | 70.3147 | 8        |
| 9         | Vasileios Gkortsilas Olga Kourgiantaki | GRE        | 68.1346   | 9         | 69.8654 | 9        |
| 10        | Gabriela Bello Alberto Pinto           | PAN        | 59.5706   | 10        | 59.8113 | 10       |